# Villa del Carmen (Formosa)
Villa del Carmen es una localidad argentina de la provincia de Formosa, 10 kilómetros al sur de la ciudad de Formosa, de cuyo municipio depende administrativamente. Es en la práctica un barrio de la ciudad de Formosa, separado del sur de la misma por una zona de bajos que se hallan entre el Aeropuerto Internacional de Formosa y un oratorio dedicado a la Virgen del Carmen. Se desarrolla como un cuadrilátero cruzado transversalmente por la Ruta Nacional 11, e interrumpido al oeste por el riacho San Hilario, que a su vez la separa del barrio Nueva Pompeya.
Por ley n.º 1625 sancionada el 25 de junio de 2015 el ejido del municipio Formosa fue ampliado incorporando la junta vecinal de Villa del Carmen.

## Ubicación

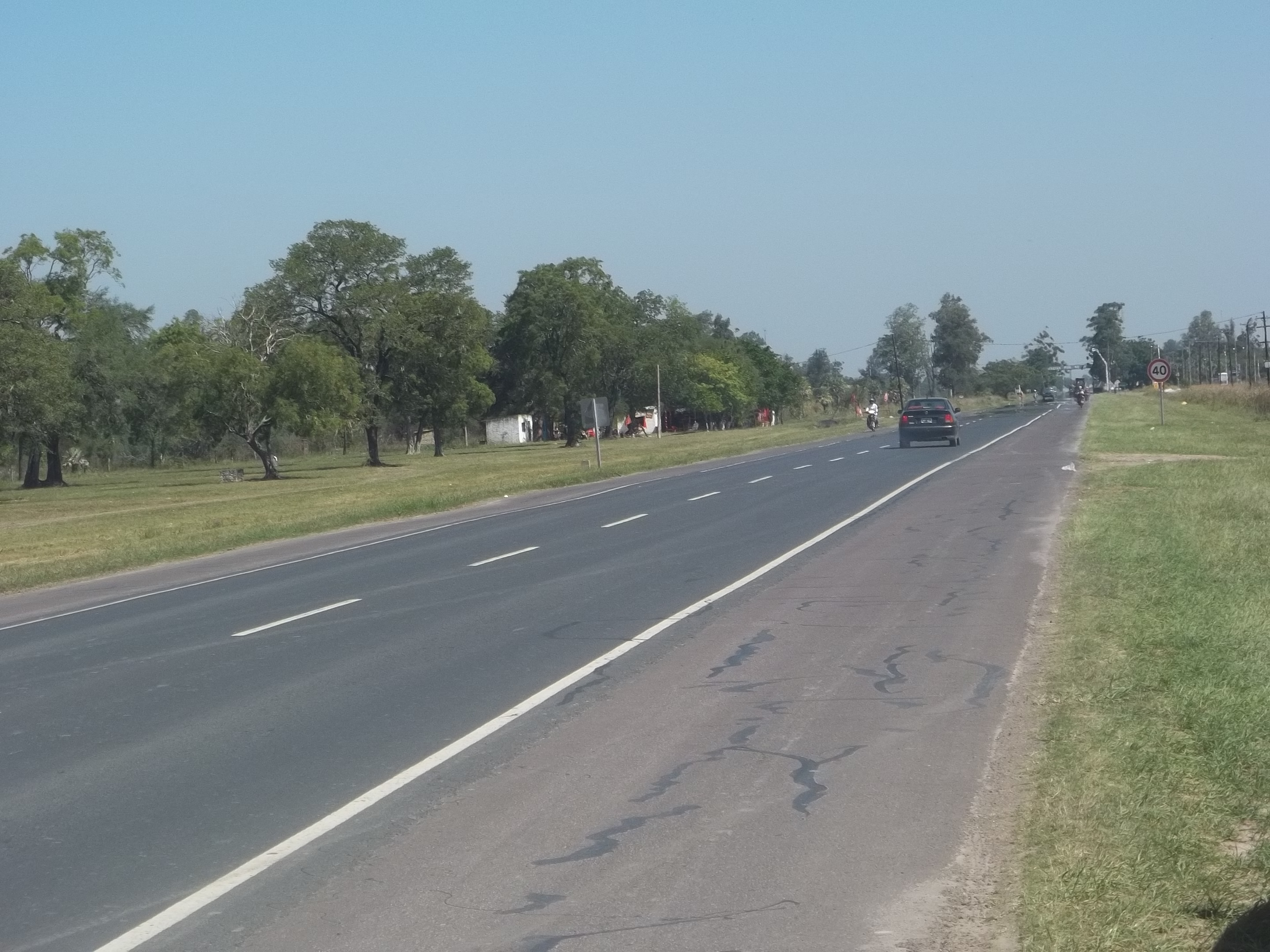
La Ruta Nacional 11 vista desde el oratorio de villa del Carmen hacia la ciudad de Formosa.

Se encuentra sobre la ruta nacional 11, a unos 15 km al sur de la ciudad de Formosa. Por lo tanto, está unida comercial y administrativamente a ella por su cercanía. Forma parte de lo que en adelante se conocerá el Gran Formosa.

## Clima
Es subtropical sin estación seca, y por hallarse lejos del Río Paraguay, no recibe la influencia moredadora suficiente para mitigar las altas temperaturas diurnas. Las máximas rondan entre los 35° , con 44° absolutas durante el verano, aunque en invierno, por efecto del viento pampero, puede descender en algunos días hasta 0°. Las lluvias se concentran en dos períodos máximos, de marzo a mayo, y de octubre a diciembre.

## Vías de comunicación
La principal vía de comunicación es la Ruta Nacional 11, que la comunia al norte con la ciudad de Formosa y al sur con Tatané.

## Población
Cuenta con 3970 habitantes (Indec, 2010), lo que representa un incremento del 54,5 % frente a los 2,570 habitantes (Indec, 2001) del censo anterior.
| Gráfica de evolución demográfica de Villa del Carmen entre 2001 y 2010 |
|                                                                        |
| Fuente: Censos nacionales del INDEC                                    |